# Krstače
Krstače su naseljeno mjesto u općini Bileća, Republika Srpska, Bosna i Hercegovina.

## Stanovništvo

### Popisi 1971. – 1991.
| Krstače       |              |              |              |
| godina popisa | 1991.        | 1981.        | 1971.        |
| Srbi          | 36 (100,0 %) | 31 (100,0 %) | 75 (100,0 %) |
| ukupno        | 36           | 31           | 75           |

### Popis 2013.
| Krstače       |             |
| godina popisa | 2013.       |
| Srbi          | 5 (100,0 %) |
| ukupno        | 5           |

## Vanjske poveznice
- Službene mrežne stranice općine Bileća